# OS/400
OS/400 est le système d'exploitation d'IBM conçu pour ses machines de la gamme AS/400, iSeries et i5 (ou System i).
Il s'agit d'un système destiné à l'informatique de gestion qui intègre des technologies brevetées comme un système de fichiers objet et une base de données intégrée.

## Conception
Le système AS/400 est basé sur le System/38, qui devait remplacer System/36. Le projet OS/400 (nom de code Silverlake), mené par Franck Soltis, a été réalisé avec la volonté de conserver les clients de System/36. Ainsi, une des contraintes du système était de faire fonctionner les applications System/36 sur la nouvelle machine. 

## Technologies
Dès les débuts de la conception de l'AS/400 une technique importante avait fait son apparition : l'espace d'adressage unique (Single Level Store). Il s'agit d'accéder aux emplacements mémoire d'un système en confondant notamment la mémoire centrale et les disques durs.
Le système d'exploitation a été écrit en PL/1 pour les processeurs CISC puis en C++ lorsqu'IBM est passé aux processeurs RISC et intègre d'origine un système de fichier objet. Les données sont stockées sous une forme arborescente composée de trois niveaux : les bibliothèques, les objets et les membres. Une bibliothèque contient des objets, qui eux-mêmes peuvent être décomposés en membres.
La base du système a été conçue avec une politique de grande évolutivité. Pour cela, la technologie MI (Interface Machine) a été intégrée au système. Elle lui permet de rester en grande partie indépendante du matériel. Ainsi, si un changement de type de processeur était à envisager le développement d'une version spéciale du système ne prendrait que quelques mois. Toujours dans le cadre de cette politique, le mode d'adressage 64 bits a été appliqué au système.
OS/400 intègre une base de données. Cette dernière n'avait pas de nom jusqu'à il y a quelques années, où elle a pris le nom commercial de DB2 puis de DB2/UDB. La particularité de cette base de données par rapport à d'autres est qu'elle est beaucoup plus proche du noyau du système (des API ont été développées spécialement pour elle) et elle est la seule du marché dont les statistiques de rendements sont mises à jour en temps réel car intégrées directement dans la structure de la table. C'est particulièrement intéressant pour l'optimiseur de la base qui a toujours à sa disposition les statistiques en temps réel pour optimiser les requêtes. De plus elle est aujourd'hui la seule qui ne demande pas une personne affectée à son administration, même dans le cas de bases de grande taille. Cette base de données applique les modifications aux fichiers sans temps de latence et optimise la base à tout moment sans pénaliser les utilisateurs. Il n'y a pas de manipulations mensuelles ou hebdomadaires pour réindexer ou supprimer les espaces vides dans les bases.
Depuis le System/38 introduit par IBM en 1978, cette base de données intégrée au système est accompagnée des DDS (Data Description Specifications), langage permettant la définition des fichiers physiques (PF) et logiques (LF) de la base de données (tables, vues et index). La nouveauté, avec la sortie de l'OS/400 en 1988, fut l'intégration de SQL comme alternative aux DDS pour la création et la manipulation des données de la base, apportant ouvertures et fonctionnalités supplémentaires.
Notons également que l'OS/400 dispose d'un système de fichiers intégré (IFS), dont la structure rappelle celle d'UNIX, qui lui permet de partager son espace disque via le réseau avec des systèmes exécutant les protocoles NFS et CIFS.
Les nouvelles versions intègrent aujourd'hui le LPAR, qui permet le partitionnement logique d'une machine physique. On obtient ainsi plusieurs systèmes logiques avec leurs utilisateurs, leurs fichiers, leurs accès réseau sur un seul système physique réel (virtualisation des ressources).

## Autres fonctionnalités
OS/400 intègre en série la technologie PASE depuis la V5R3, qui permet de développer les applications Unix sur le système et de les exécuter. Grâce à Pase, vous pouvez faire tourner n'importe quel logiciel GNU si vous disposez du code binaire. Il permet d'installer via le partitionnement logique d'autres systèmes d'exploitation dont Linux (Distribution SuSE ou RedHat 64 bits).

## Importance dans le monde
La France fait partie des pays grands utilisateurs d'AS/400-iSeries-i5-System i et maintenant IBM i[réf. souhaitée].